# Adam Commens
Adam Commens, född den 6 maj 1976 i Wagga Wagga, Australien, är en australisk landhockeyspelare.
Han tog OS-brons i herrarnas landhockeyturnering i samband med de olympiska landhockeytävlingarna 2000 i Sydney.